# Musée de la culture juive de Bratislava
Le Musée de la culture juive de Bratislava (Slovaque : Múzeum židovskej kultúry v Bratislave) est un musée juif situé à Bratislava, en Slovaquie.
Le musée se concentre sur l'histoire des Juifs en Slovaquie, la culture juive et la mémoire de la Shoah en Slovaquie. Ouvert en 1994, il est un rattaché au Musée national slovaque.
Il collecte, documente et expose des objets pour les préserver et les partager avec le public. Aujourd’hui, le musée possède plus de 5 200 objets.

## Accès
Le musée est situé à l'adresse: Židovská ulica 17, 811 01 Bratislava.

## Galerie

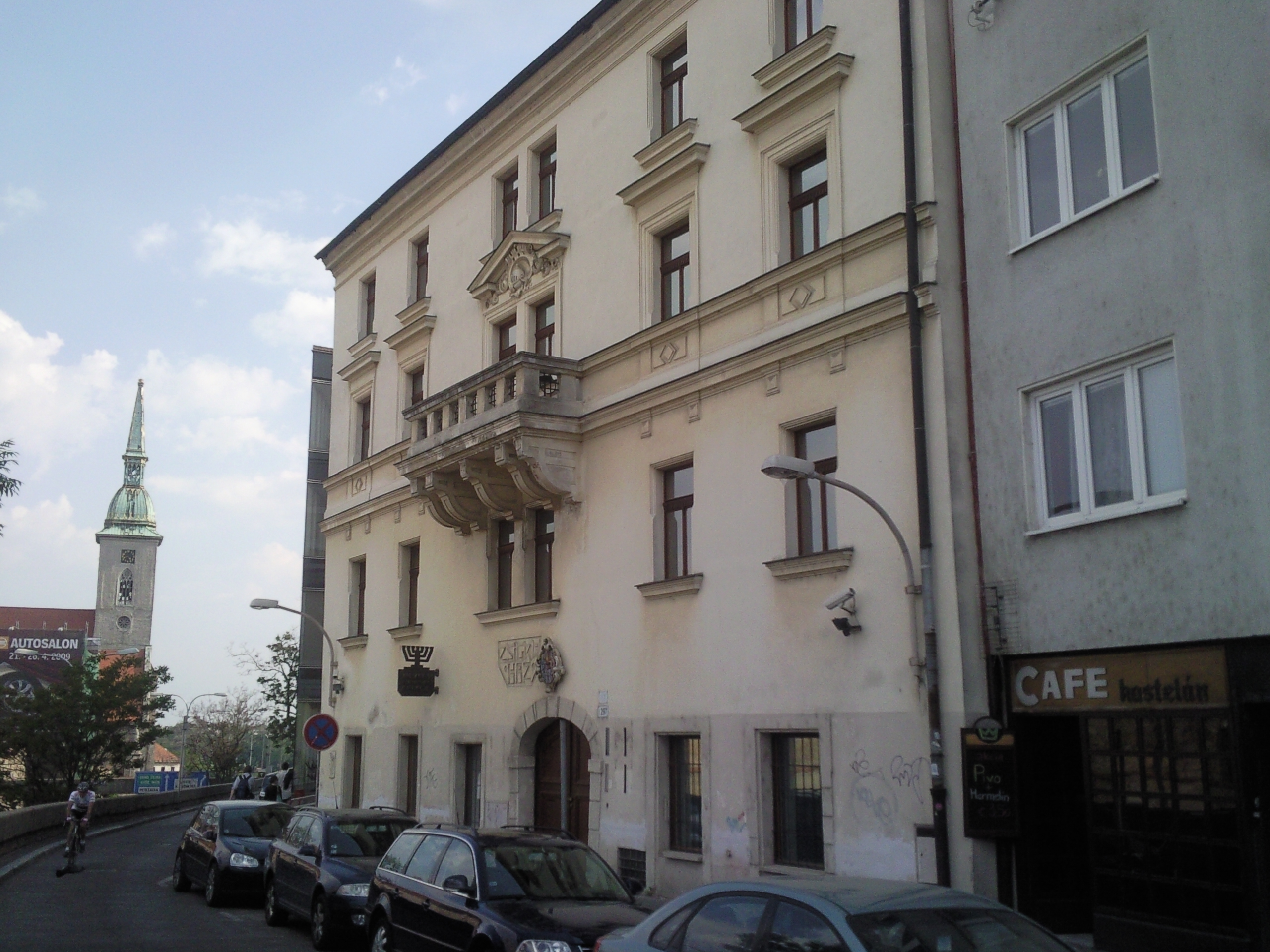
Entrée du musée.
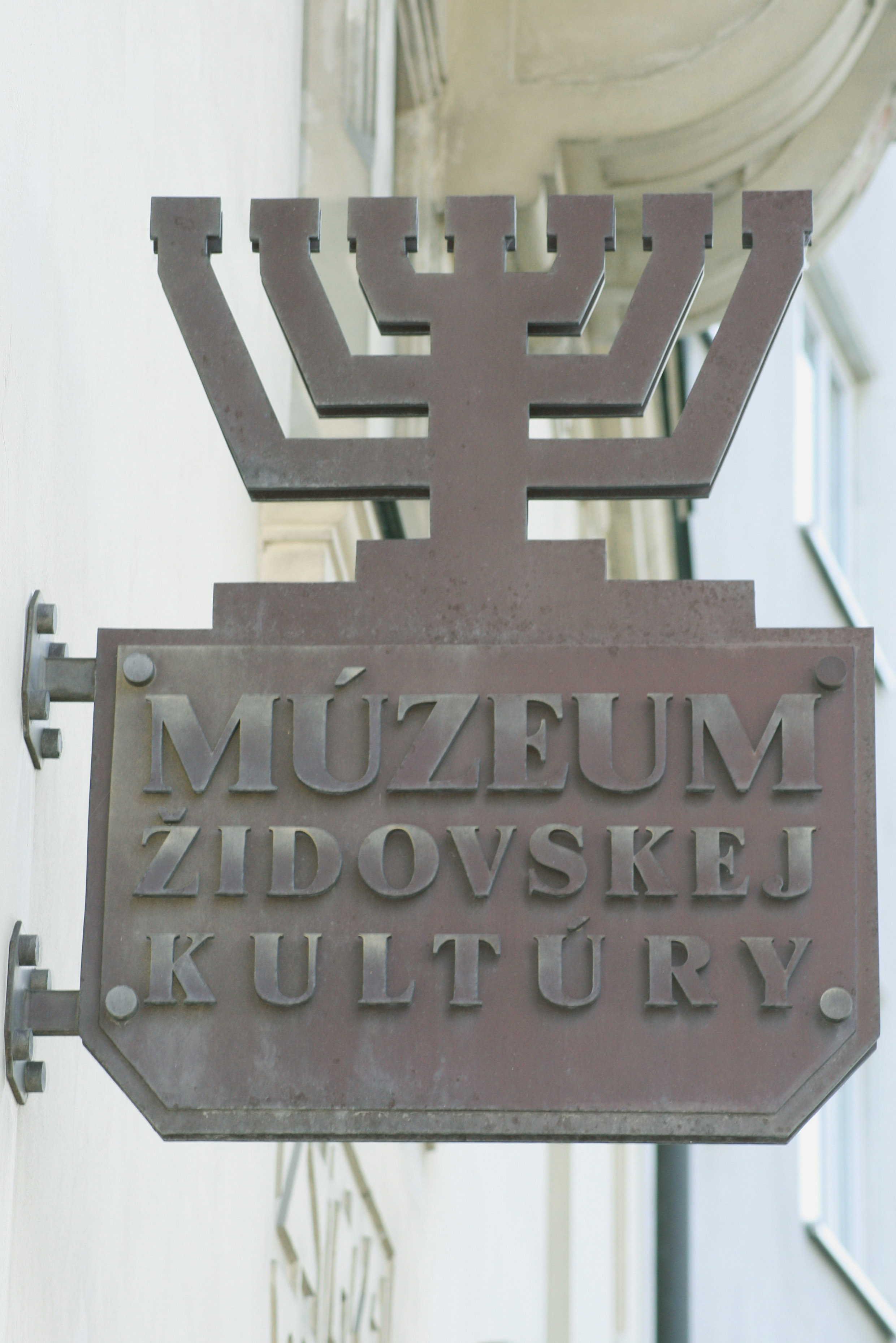
Emblème du musée.